# La Chapelle-du-Lou-du-Lac
La Chapelle-du-Lou-du-Lac es una comuna nueva francesa situada en el departamento de Ille y Vilaine, de la región de Bretaña.

## Historia
Fue creada el 1 de enero de 2016, en aplicación de una resolución del prefecto de Ille y Vilaine de 23 de septiembre de 2015 con la unión de las comunas de La Chapelle-du-Lou y Le Lou-du-Lac, pasando a estar el ayuntamiento en la antigua comuna de La Chapelle-du-Lou.

## Demografía
| Gráfica de evolución demográfica de La Chapelle-du-Lou-du-Lac entre 1800 y 2013 |
|                                                                                 |

Los datos entre 1800 y 2013 son el resultado de sumar los parciales de las dos comunas que forman la nueva comuna de La Chapelle-du-Lou-du-Lac, cuyos datos se han cogido de 1800 a 1999, para las comunas de La Chapelle-du-Lou y Le Lou-du-Lac de la página francesa EHESS/Cassini. Los demás datos se han cogido de la página del INSEE.

## Composición
| Comuna delegada    | Código INSEE | Población (2013) | Superficie (km²) | Densidad (hab./km²) |
| ------------------ | ------------ | ---------------- | ---------------- | ------------------- |
| La Chapelle-du-Lou | 35060        | 843              | 7.28             | 116                 |
| Le Lou-du-Lac      | 35158        | 99               | 3.18             | 31                  |